# Direcció general de Tributs
La Direcció general de Tributs és un òrgan de gestió del Ministeri d'Hisenda d'Espanya depenent de la Secretaria d'Estat d'Hisenda encarregada de la planificació, direcció, coordinació, control i execució del Cadastre en Espanya, un registre administratiu que conté la descripció dels béns immobles rústics, urbans i de característiques especials, la inscripció de les quals en el mateix és obligatòria i gratuïta, característiques que la diferencien del Registre de la propietat.
El Director General de Tributs és, des del 2 de desembre de 2016, Alberto García Valera.

## Funcions
Les seves funcions es regulen en l'Article 4 del Reial decret 769/2017, de 28 de juliol, i les seves funcions són:
- L'anàlisi i disseny de la política global d'ingressos públics, quant al sistema tributari.
- La proposta, elaboració i interpretació de la normativa del règim tributari general i de les figures tributàries no atribuïdes expressament a altres òrgans del Ministeri d'Hisenda d'Espanya, així com la realització dels estudis, econòmics i jurídics, necessaris per al compliment d'aquestes tasques.
- L'estudi de les qüestions relatives a la recaptació i dels efectes econòmics dels diferents tributs i la proposta de les corresponents mesures de política fiscal, així com l'elaboració del pressupost de beneficis fiscals.
- La negociació i aplicació dels convenis per evitar la doble imposició, les concernents a la normativa tributària continguda en els tractats internacionals i els treballs relatius a l'Organització per a la Cooperació i el Desenvolupament Econòmic i a la Unió Europea en l'àmbit tributari.
- L'estudi i preparació de les mesures referents a convenis fiscals internacionals i acords fiscals especials, en coordinació amb altres òrgans de l'Administració, i les actuacions de suport relatives a les relacions amb la Unió Europea i uns altres organismes internacionals dels quals Espanya sigui part.
- La realització de les tasques exigides per la política d'harmonització fiscal en la Unió Europea.

## Estructura
De la Direcció general depenen els següents òrgans directius:
- Subdirecció General de Política Tributària.
- Subdirecció General de Tributs.
- Subdirecció General d'Impostos sobre la Renda de les Persones Físiques.
- Subdirecció General d'Impostos sobre les Persones Jurídiques.
- Subdirecció General d'Impostos sobre el Consum.
- Subdirecció General de Tributació de les Operacions Financeres.
- Subdirecció General d'Impostos Patrimonials, Taxes i Preus Públics.
- Subdirecció General d'Impostos Especials i de Tributs sobre el Comerç Exterior.
- Subdirecció General de Fiscalitat Internacional.
- Subdirecció General de Tributs Locals.

### Organismes adscrits
- Junta Consultiva de Règim Fiscal de Cooperatives.

## Directors generals de Tributs
- José Alberto García Valera (2016-)
- Diego Martín-Abril y Calvo (2012-2016)
- Jesús Gascón Catalán (2008-2012)
- José Manuel de Bunes Ibarra (2004-2008)
- Miguel Ángel Sánchez Sánchez (2001-2004)
- Estanislao Rodríguez-Ponga y Salamanca (2000-2001)
- Enrique Giménez-Reyna Rodríguez (1997-2000)
- Eduardo Abril Abadín (1993-1997)
- Miguel Cruz Amorós (1987-1993)
- Francisco Javier Eiroa Villarnovo (1982-1986)
- José Manuel Tejerizo López (1982)
- Alfonso Gota Losada (1979-1982)
- José Víctor Sevilla Segura (1977-1979)